# Polisportiva Turris 1968-1969

## Rosa
| N. |                   | Ruolo | Calciatore          |
| -- | ----------------- | ----- | ------------------- |
|    | Italia (bandiera) |       | Alfredo Ballarò     |
|    | Italia (bandiera) |       | Bruno Di Carlo      |
|    | Italia (bandiera) |       | Paolo Diodato       |
|    | Italia (bandiera) |       | Francesco Lucchetti |
|    | Italia (bandiera) |       | Antonio Maggio      |
|    | Italia (bandiera) |       | Giovanni Menna      |
|    | Italia (bandiera) | P     | Carlo Oriente       |
|    | Italia (bandiera) |       | Sergio Parlato      |
|    | Italia (bandiera) |       | Pasquale Pirone     |

| N. |                   | Ruolo | Calciatore          |
| -- | ----------------- | ----- | ------------------- |
|    | Italia (bandiera) |       | Ciro Porro          |
|    | Italia (bandiera) |       | Dante Portelli      |
|    | Italia (bandiera) |       | Marco Pucci         |
|    | Italia (bandiera) |       | Sebastiano Scarfato |
|    | Italia (bandiera) |       | Mario Schettino     |
|    | Italia (bandiera) |       | Francesco Sgambato  |
|    | Italia (bandiera) |       | Mario Sommella      |
|    | Italia (bandiera) |       | Alberto Trotti      |
|    | Italia (bandiera) |       | Luigi Viale         |

### spareggio promozione
| Arbitro: | Schena (Foggia) |

| |            | |
| | Marcatori  | 74’ Sani |
| Oriente, Viale, Trotti, Ballarò, Pucci, Maggio, Schettino, Portelli, Sgambato, Porro, Di Carlo. A disposizione: Menna. Allenatore: Morselli. | Formazioni | Gridelli, Nazzi, Fiorile; Di Leo, Sani, Lorenzini; Furlan, Forzelin, Ascatigno, Biasini, Vit. A disposizione: Pane. Allenatore: Rambone. |